# Étoile (película)
Étoile es una película italiana de 1989 dirigida por Peter Del Monte y protagonizada por Jennifer Connelly y Gary McCleery.

## Sinopsis
La bailarina estadounidense Claire Hamilton viaja a Hungría para registrarse en una prestigiosa escuela de ballet. Dicha institución está embrujada por el fantasma de una bailarina que falleció en un accidente, y que termina poseyendo el cuerpo de Claire.

## Reparto
- Jennifer Connelly es Claire Hamilton / Natalie Horvath
- Gary McCleery es Jason Forrest
- Laurent Terzieff es Marius Balakin
- Olimpia Carlisi es Madam
- Charles Durning es Joshua
- Donald Hodson es Karl

## Recepción
Según el crítico e historiador italiano Roberto Curti, la película fue "destrozada" por la crítica italiana. Maurizio Porro, del Corriere della Sera, declaró que la cinta parecía un remake del filme Opera, de Dario Argento, pero "sin suspenso". La calificó además como "confusa y nada fascinante", declarándola la peor película del catálogo de Del Monte.